# Bernburg
Bernburg város Németországban, Szász-Anhalt tartományban. Az Anhalti Hercegség fővárosaként is számon tartották.

## Fekvése
A Saale folyó mellett, Magdeburgtól 39 km-re délre, Lipcsétől 39 km-re északnyugatra, a Magdeburgi-síkság (Magdeburger Börde) területén fekszik. Közelében halad el az A14-es autópálya.

## Látnivalók
Bernburg két részre oszlik: egyik a felső város (Bergstadt), a másik az alsó város (Talstadt). A turistáknak érdemes ellátogatniuk a bernburgi kastélyba. A kastélyt 1540 és 1570 között átépítették, tornyai gótikus stílusúak.